# Torno (Lousada)
Torno (besser bekannt als Aparecida) ist eine Gemeinde (Freguesia) im Stadtbezirk von Lousada in Portugal. Es umfasst eine Fläche von 3,8 km² und hat 2451 Einwohner (Stand 19. April 2021). Die Bevölkerungsdichte beträgt 653 Einwohner/km².
Gelegen in der östlichen Zone des Stadtbezirkes wird Torno im Süden von Vilar do Torno e Alentém, im Westen durch Cernadelo, im Südosten durch den Stadtbezirk von Amarante und im Norden durch den Stadtbezirk von Felgueiras begrenzt.